# 长治市第六中学
长治市第六中学，简称长治六中，同时加挂长治外国语学校牌匾。是山西省长治市教育局所属的一所全日制完全中学。

## 历史
长治市第六中学创办于1970年，2007年被省教育厅评为山西省示范高中，2019年5月17日加挂“长治市外国语学校”牌匾，目前开设有小语种班。

## 校训·办学理念
- 校训：知行合一 德才并育 教学相长 厚积薄发
- 办学理念：多渠道提升教资水平，高品味繁荣校园文化，全方位服务学生发展，宽口径培养建设人才